# La Vestale
La Vestale (Q176) – francuski okręt podwodny z okresu międzywojennego i II wojny światowej, jedna z pięciu jednostek typu Argonaute. Okręt został zwodowany 25 maja 1932 roku w stoczni Schneidera w Chalon-sur-Saône, a w skład Marine nationale wszedł 18 września 1934 roku. Jednostka pełniła służbę na Morzu Śródziemnym, a od zawarcia zawieszenia broni między Francją a Niemcami znajdowała się pod kontrolą rządu Vichy. Po lądowaniu Aliantów w Afryce Północnej „La Vestale” weszła w skład marynarki Wolnych Francuzów. W 1944 roku okręt odstawiono do rezerwy, a w sierpniu 1946 roku został sprzedany na złom.

## Projekt i budowa
„La Vestale” zamówiona została w ramach programu rozbudowy floty francuskiej z 1929 roku. Okręt, zaprojektowany przez Eugène’a Schneidera i Maxime’a Laubeufa, należał do ulepszonej w stosunku do 600-tonowych typów Sirène, Ariane i Circé serii jednostek o wyporności 630 ton. Usunięto większość wad poprzedników: okręty charakteryzowały się wysoką manewrowością i krótkim czasem zanurzenia; poprawiono też warunki bytowe załóg.
„La Vestale” zbudowana została w stoczni Schneidera w Chalon-sur-Saône . Stępkę okrętu położono 30 stycznia 1931 roku , a zwodowany został 25 maja 1932 roku.

## Dane taktyczno-techniczne
„La Vestale” była średniej wielkości okrętem podwodnym o konstrukcji dwukadłubowej. Długość między pionami wynosiła 63,4 metra, szerokość 6,4 metra i zanurzenie 4,24 metra . Wyporność normalna w położeniu nawodnym wynosiła 630 ton, a w zanurzeniu 798 ton. Okręt napędzany był na powierzchni przez dwa dwusuwowe silniki wysokoprężne Schneider-Carels o łącznej mocy 1300 KM. Napęd podwodny zapewniały dwa silniki elektryczne o łącznej mocy 1000 KM. Dwuśrubowy układ napędowy pozwalał osiągnąć prędkość 14 węzłów na powierzchni i 9 węzłów w zanurzeniu. Zasięg wynosił 2300 Mm przy prędkości 13,5 węzła w położeniu nawodnym (lub 4000 Mm przy prędkości 10 węzłów) oraz 82 Mm przy prędkości 5 węzłów w zanurzeniu . Zbiorniki paliwa mieściły 65 ton oleju napędowego. Dopuszczalna głębokość zanurzenia wynosiła 80 metrów .
Okręt wyposażony był w osiem wyrzutni torped: trzy stałe kalibru 550 mm na dziobie, jedną zewnętrzną kalibru 550 mm na rufie, podwójny zewnętrzny obracalny aparat torpedowy kalibru 550 mm oraz podwójny zewnętrzny obracalny aparat torpedowy kalibru 400 mm . Łącznie okręt przenosił dziewięć torped, w tym siedem kalibru 550 mm i dwie kalibru 400 mm . Uzbrojenie artyleryjskie stanowiło umieszczone przed kioskiem działo pokładowe kalibru 75 mm M1928 L/35 oraz pojedynczy wielkokalibrowy karabin maszynowy Hotchkiss kalibru 13,2 mm L/76. Jednostka wyposażona też była w hydrofony .
Załoga okrętu składała się z 3 oficerów oraz 38 podoficerów i marynarzy.

## Służba
„La Vestale” weszła do służby w Marine nationale 18 września 1934 roku . Jednostka otrzymała numer burtowy Q176 . W momencie wybuchu II wojny światowej okręt pełnił służbę na Morzu Śródziemnym, będąc jednostką flagową 17. dywizjonu 6. eskadry 4. Flotylli okrętów podwodnych w Bizercie (w skład którego wchodziły ponadto siostrzane okręty „Aréthuse”, „Atalante” i „La Sultane”) . Dowódcą okrętu był w tym okresie kpt. mar. G.F.A. Vidal . W czerwcu 1940 roku okręt nadal był jednostką flagową 17. dywizjonu, przechodząc remont w Bizercie (miał trwać do 21 lipca), a jego dowódcą był kpt. mar. Vidal . W listopadzie 1940 roku rozbrojona we wrześniu w myśl postanowień zawieszenia broni jednostka znajdowała się w Tulonie pod kontrolą rządu Vichy .
9 grudnia 1940 roku okręty podwodne „Archimède”, „Aréthuse”, „La Sultane” i „La Vestale” wypłynęły z Tulonu do Dakaru w eskorcie awiza „Commandant Bory”, by via Oran dotrzeć 16 grudnia do Casablanki .
Po lądowaniu Aliantów w Afryce Północnej, w grudniu 1942 roku okręt wszedł w skład marynarki Wolnych Francuzów . W maju 1943 roku „La Vestale”, płynąca z Oranu do Algieru w eskorcie brytyjskiego kutra torpedowego, została omyłkowo zaatakowana ogniem artylerii brytyjskiego niszczyciela HMS „Wishart” (D67). Na szczęście oba okręty szybko wysłały sygnały identyfikacyjne i szykujący się do taranowania niszczyciel zaniechał ataku, lecz w wyniku ostrzału kilku marynarzy francuskiej jednostki odniosło rany.
W 1943 roku okręt poddano modernizacji, w wyniku której zamiast wkm kal. 13,2 mm zamontowano pojedyncze działko przeciwlotnicze Oerlikon kal. 20 mm L/70 . W 1944 roku okręt odstawiono do rezerwy . 14 sierpnia 1946 roku jednostka została sprzedana na złom  .